# Казанско ханство
Казанското ханство е държава с предимно волжко-прабългарско, кипчакско население и татаро-кипчакско управляващ елит в Средното Поволжие (1438 – 1552), образувана в резултат на разпадането на Златната орда на земите на Волжка България. Някои учени правят извода че „от Златната Орда“ отпада Българското ханство, повече известно като Казанско ханство. Следва да се отбележи, че и в Дунавска България, етногенезиса се променя, след завладяването от Византия. Въпреки че в България има куманска вълна (а също и известно гърцизиране) се поддържа тезата за континиуета на Търновското царство, спрямо Първата българска държава. Появата на „татарската“ държава Казанско ханство обикновено се свързва с Улуг-Мохамед (Улу-Мохамед), който превзема Казан през 1437 – 1439. Новата столица е наречена Болгар Ал Джадид (Нови Болгар). Любопитно е, че Казан е строен тъкмо от волжки българи и дълго време попада в границите на Волжка България.. Макар първите владетели да са от татарски произход постепенно държавата наследява традициите на Волжка България. Когато разказват за Казанското ханство летописците често отбелязват „Българите, които наричат и казанци“, „българските князе“, „българските граници“, „Казанците, които са старите българи“ и пр. В Началото на XVI век Казан е принуден да признае върховенството на Москва, а великият княз Василий II прибавя към титлата си и формулата „княз български“ и тя се съхранява чак до края на руските царе през 1917. Главен град на ханството е Казан. Основател на династията на казанските ханове е Улуг Мьохамад (управлявал през 1437 – 1445). След походите на Иван Грозни 1547 – 1552 и превземането на Казан през 1552 от московските войски, ханството е анексирано от Русия. Цар Иван ІV започва да използва титлата „Цар Казанский“ и в благодарност за победата поръчва да се издигне забележителния Храм „Свети Василий Блажени“ пред Кремъл в Москва.

## География и население
За времето на неговото съществуване територията на Казанското ханство вероятно се променя многократно в зависимост от резултата от честите войни. В нейния център е град Казан, а в средата на 15 век тя достига до горното течение на Кама на североизток, река Белая на изток, устието на Черемшан на юг и реките Сура и Ветлуга на запад. След разпадането на Златната орда ханството граничи с Ногайската орда на югоизток, с Астраханското и Кримското ханство на юг и Московското княжество на запад.
Казанското ханство обхваща две обособени в географско отношение зони – степния ляв бряг на Волга и хълмистия десен бряг. Административно то се разделя на няколко области, наричани даруги. Те са радиално разположени около столицата Казан и се управляват от емири. Сведенията за тях са оскъдни, но има ясни данни за поне пет даруги: Галицка на запад от Казан, Алатска на север, Арска на североизток, Чувашка на изток и Ногайска на югоизток от града. Възможно е съществуването и на още две даруги – Атиска и Кримска (Буртаска).
Според различни оценки населението на Казанското ханство е между 500 хиляди и 1 милион души. Основната част от него са потомците на волжките прабългари, етническа група с мюсюлманско вероизповедание и смесен произход, в който съществена роля играят преселилите се през 7 век в региона прабългари. Ранните руски източници ги наричат „българи“, „казанци“ и „мюсюлмани“, като едва от 17 век се появява наименованието „казански татари“. Според някои съвременни татарски историци това е правено умишлено, тъй като самите казанци са смятали наименованието „татари“ за обидно. Освен волжките прабългари в Казанското ханство живеят и значителен брой хора от други етнически групи – татари, марийци, чуваши, удмурти.

## Управление на казанското ханство
Казанското ханство представлява типична средновековна мюсюлманска държава от източен тип. Върховната власт принадлежи на хан, но неговата власт не е абсолютна; действията на хана се контролират от т.нар. „диван“ – четирима емири(„карачи“) от най-знатните родове на държавата. Любопитно е, че подобна институция е съществувала и във Волжка България.
Съветът на четиримата „карачи“ следи за постъпленията в хазната, за разходите, за управлението на администрацията; съветът също така командва войските и ръководи външната политика. Основните въпроси се решават от курулатай, т.е. един вид т.нар. народно събрание. В курулатай заседават трите основни съсловия – духовенство, войска и земевладелци. Курулатай обаче се събира само в извънредни случаи и не е постоянна институция. Обикновено причините за свикването му са сключване на мирен договор, обявяване на война, избор на хан и пр.Към висшото съсловие се числят емирите и беговете, сред които има немалко представители на волжко-българската знат. Казанската администрация включва значителен чиновнически апарат – пазители на печатите, пазители на поколението, възпитатели на царското поколение (аталици) и пр.
Към висшето съсловие се числят емирите и беговете, сред които има немалко представители на волжко-българската знат. Казанската администрация включва значителен чиновнически апарат – пазители на печатите, пазители на поколението, възпитатели на царското поколение (аталици) и пр.

## Грамотност и просвещение на казанското ханство
Грамотността в Казанското ханство продължава традициите на Волжка България и е на много високо ниво. Нещо повече тя не е характерна само за аристократите, но и за широките маси. Австрийският дипломат Сигимунд Херберщайн, посетил през XVI в. казанските земи, отбелязва, че „[казанските] татари са по-образовани от други народа в региона“. Високата образованост на занаятчиите се проявила по необичаен начин – върху изработени от тях куплети, ти изографисвали цитати от Корана или поетични куплети.
В казанските медресета се изучавали и светски науки – също традиция застъпена от времето на Волжка България. Чиновниците владеели история, география, калиграфия и др. полезни науки. Към владетелския двор съществувала богата библиотека с хиляди ръкописи (унищожена при завладяването на града през 1552 от русите)
Общата грамотност стимулира развитието на книжовността. Ярки представители на казанската поезия са Мохамедяр, Мохамед Амин, Емми Камал, Кул Шариф. Особено изпъква Мохамедяр с поемите „Дар на мъжете“ (1539) и „Светлина на сърцата“ (1549). В тях се развиват общочовешки теми популяризиращи милосърдие, щедрост, скромност, справедливост, великодушие и пр.

## Фортификационно изкуство на казанското ханство
През първата половина на XVI в. Казан е сред най-крупните градове на Източна Европа. Разположен е на тригълна площадка с площ 6,12 ха, защитена от юг от р. Казанка, а от север от два дъговидни вала с широчина от 8 до 15 метра и дължина от 360 до 420 метра. Тези валове са усилени с дървени съоръжения, които придават допълнителна сигурност на града. Самата крепост е обградена от ров, който на места достига 10 до 15 метра. Градските порти са 11 на брой и носят имената на пътищата или на бележити казанци.
Средновековен Казан, както и други градове от района на Средна Волга се състои от две части – укрепена цитадела (кремъл) и предградие. На територията на цитаделата се разполагат дворците на казанските владетели и аристокрацията.

## Архитектура на казанското ханство
Почти напълно унищожени от армията на Иван Грозни, днес в Казан функционират малка част от архитектурните постижения на Казанското ханстнво. По-виден интерес представляват, останките н ханския дворец, редом до който е била изградена джамия. Близо до комплекса се е намирал дореца на известната аристократична казанска фамилия Ширин. Част от комплекса е и джамията Нур Али – центрано куполен фрам, с размери 15 – 17 м. и две минарета, разположени в ъглите на сградата.
Главната джамия в Средновековен Казан се е намирала в източни край на града. В руски летописи тя е наречена „Кул Шариф“ името ѝ е био свързано с това на последния имам на Казан. Джамията е двуетажна с осем минарета, ориентирани по посоките на света
На територията на Казан има четиир възпоменателни мавзолея, в които са положени останките на аристократите и владетелите на Казанското ханство.
Сред прочутите паметници е прочутата кула на СююмбикеТя е разположена в североизточната част на съвременната Казански кремъл (цитадела) и представлява седеметажна постройка, с височина 58 метра изградена от червени изпечени тухли

## История

### Възникване и първи години
Традиционно възникването на Казанското ханство се отнася към 1437 година, когато детронираният хана на Златната орда Улуг (Улу) Мьохамад се оттегля към Волга, завзема Казан и създава там собствена държава. Въпреки това някои данни подсказват, че и по-рано някогашната територия на Волжка България има известна обособеност. Така в руски хроники от 16 – 17 век се говори за сблъсъци на руснаците с български и казански царе още през втората половина на 14 век. При един от тях, през 1361 година, суздалският княз Дмитрий Константинович напада „българския цар Хасан“, като при това е придружаван от наместника на Златната орда. Запазени са монети от 1415 – 1418 година, сечени в Казан от владетел на име Гиас ад-Дин.
През 1445 година Улуг Мьохамад е наследен от сина си Махмюд, който управлява две десетилетия, поддържайки мир с Московското княжество, което изглежда му плаща данък. През 1465 – 1467 година управлява синът на Махмюд Халил, който умира внезапно и е наследен от брат си Ибрахим, смятан за един от най-значимите казански владетели.
Вероятно подкрепян от вътрешни фактори, през 1467 година претенции към властта в Казан предявява братът на Махмюд Касим, който управлява самостоятелно Касимско ханство на запад по средното течение на река Ока. Той оглавява военен поход, в който се включват и значителни московски войски, но е отблъснат от Ибрахим. Войната между Казан и Москва продължава с променлив успех до 1469 година, когато е сключен мирен договор. Следващите години са мирни, докато през 1478 година, окуражен от завладяването на Новгород, енергичният московски княз Иван III отново не напада Казан. Той е отблъснат и мирът е подновен.
След смъртта на Ибрахим през 1479 година в Казанското ханство възникват вътрешни междуособици. Владетел става Илхам, но среща съпротива от своите полубратя Мьохамад Амин и Габдел Латиф (Абдул Латиф). Тяхната майка Нур Султан се жени за кримския хан Менгли Гирай, а Мьохамад Амин се установява в Москва. През 1482 година Иван III за пръв път изпраща към Казан войски, въоръжени с артилерия. С няколко подобни похода през следващите години той си извоюва различни отстъпки, а на два пъти налага и смяната на Илхам и Мьохамад Амин на трона. След двумесечна обсада през 1487 година той превзема столицата, налага Мьохамад Амин на трона и превръща Казанското ханство в зависима от Москва държава. Дори като започва да използва титлата „български княз“. Нур Салтан отвежда със себе си малолетния си син Абдул Латиф, а брат му а Мьохамад Амин се установява в Москва .Антируската политика на хан Илхам, довежда до поредния руски поход през 1482.В него за първи път е използвана артилерия. Казанците са принудени да молят за мир. Той е сключен при неизгодни за тях условия. В Казан е установен руски протекторат, а Мохамед Амин (1482 – 1495,1505 – 1516 ) управлява като наместник чак до 1495

### Зависимост от Москва (1482 – 1521). Династична криза
През 1495 произточната партия оглавена от четиримата емири Кел Ахмед, УРак, Сарири и Углиш се обръща към сибирския принц Мамук, с покана да оглави ханството. Мамук приема и армията му влиза безпрепятствено в Казан, а Мохамед Амин е детрониран и със семейството си избягва в Моксва.
Новият владетел обаче не успява да покаже нужните качества, за да се наложи в сложната външнополитическа обстановка. Налагането на непосилни данъци и арестуването на един от лидерите на произточната партия – емира Кел Ахмед – съвсем не допринасят за престижа на принц Мамук. Постепенно противниците на хана се активизират и го прогонват.
След превземането на Казан от Иван III Казанското ханство изпада в политическа зависимост от Москва и, въпреки някои конфликти, повечето от следващите няколко владетели са наложени от московския княз. Като съюзник на Московското княжество, казански войски участват в неговата война срещу Сарайското ханство през 1490 година. Промосковската политика на Мьохамад Амин среща вътрешна съпротива и през 1495 година на трона е поставен Мамък (Мамук), син на владетеля на Сибирското ханство, но на следващата година той е свален с помощта на Москва. Поради непопулярността на Мьохамад Амин, хан става неговия по-малък брат Габдел Латиф (Абдул Латиф), но през 1502 година московците отново връщат на власт Мьохамад Амин.
Така след като проруските настроения отново взимат връх през 1497 (със съгласието на Москва)  управлението поема Абдул Латиф. Фактът, че Абдул Латиф израства в Кримското ханство, под грижите на майка си Нур Салтан повлиява на отношенията му с Русия. Постепенно той заема антируска политика, вследствие на което през 1502 е свален от власт, от агенти пратени от Иван III ( не бе помощта на емира Кел Ахмед). На казанския престол отново се възкачва Мохамед Амин. През 1505 умира цар Иван III и новият руски цар Василий III се опитва по военен път да наложи властта си над Казан. През пролетта на 1506 армията му търпи погром – от изпратените 100 000 души оцеляват едва 7000. Казанската армия дори настъпва към Москва и Василий III е принуден за моли за мир. През 1516 г Мохамед Амин е повален от тежка болест.
Малко преди него е умрял и брат му Габдел Латиф, което слага край на династията на Улуг Мьохамад и предизвиква политическа криза.Нур Салтан, майката на Мьохамад Амин и Габдел Латиф, има двама синове от брака си с Менгли Гирай – Мьохамад Гирай, който наследява Кримското ханство, и Сахиб Гирай, който сега предявява претенции към казанския трон. Василий III отказва, опасявайки се от съюз между двете ханства, и налага кандидатурата на 13-годишния касимски принц Шах Али, който през 1519 сяда на престола. Управлението му обаче не трае дъго – през 1521 в Казан отново пристига Сахиб Гирей начело на кримска гвардия

### Управление на Гираите (1521 – 1549). Войни с Русия
С възкачването нси новият владетел Сахиб Гирей отхвърля властта на Русия. Начинанието се подкрепя от Високата порта. Новият владетел е посрещнат повече от радушно от населението. Сред първите задачи, които той си поставя е поход срещу Русия. В него взима участие и брат му кримският хан Мохамед Гирей. Кримските и казанските сили обсаждат Москва, а градът е в паника. Великият княз успява да се спаси във Волоколамск, изоставайки отбраната на града в ръцете на своя шурей Петър Ибрахимович. Руското правителство приема унизителен мир – великият княз признава зависимостта си от кримския хан и се съгласява да плаща данъци на казанци „като в древни времена“, като същевременно признава независимостта на Кримското ханство
Междувременно в Казан са извършени погроми, срещу руска търговска колония. Това дава повод на Василий III да се намеси за пореден път. Той цели унищожаване на съседната мюсюлманска държава. Като първоначална мярка той издига той издига стратегическата крепост Василсурск точно до Казан. Скоро след това в Крим неочаквано умира Мохамед Гирей. Василий III използва удобния момент и напада Казанското ханство. Усешайки опаността през 1524 Сахиб Гирей абдикира в полза на своя племенник Сафа Гирей, а самият той заминава за Османската империя, за да търси помощ оттам срещу московците в, а по-късно става владетел на Кримското ханство. 
В тези трудни години на казанския престол се възкачва Сафа Гирей (1524 – 1530, 1535 – 1546 и 1546 – 1549) . Сафа Гирей заема трона едва тринадесетгодишен, когато е принуден да се изправи срещу 150 000 руска армия. Въпреки всичко руската армия все още няма ясно стратегическо разбиране за това как се води войни и е принудена да отстъпи през 90 000 казанска армия; първо е разбита руската конница, а после и руската флота (90 кораба). Василий III сключва поредният унизителен договор – той признава Сафа Гирей за законен владетел в Казан. Василий обаче не се отказва от решението си да съсипе Казанското ханство се опитва да наложи икономическа блокада на Казан. На руските търговци е забранено да разменят стоки на казанските хазари. Тази мярка се оказва изключително непопулярна. Икономическите загуби за русите са токова големи, че тя бързо е изоставена.
Примирието се оказва нетрайно. През 1530 Москва отново изпраща срещу Казан военни сили. В помощ на Сафа Гирей пристигат 30 000 души от съседните княжества – Астраханското и Ногайското. Тъй като русите не успяват да влязат в столицата те прибягват до интриги – подкупват значителна част от казанската знат, с цел да свалят владетеля. Целта е постигната – преврата срещу Сафа Гирей упява и той е прогонен в Ногайската орда. Москва има готов вариант за овакантения трон – Шах Али.. След дълги преговори на трона се възкачва 15-годишният брат на Шах Али – Джан Али
Изглежда управлението на Джангали е формално, а властта е в ръцете на Гаухаршад, сестра на Мьохамад Амин и Габдел Латиф. През 1532 Джан Али се жени за Сююмбике, дъщеря на ногайския хан. Този брак е много необходим на казанци, тъй като дава стабилност в региона. В някакъв смисъл той е полезен и за Русия – ногайската орда е както опасен враг, така и надежден съюзник. Дъщерята на ногайския хан, Юсуф, е от рода на златоординския хан Идегей, управлявал земите на волжките българи. В историята Казанското ханство, Сююмбике остава като справедлива царица с голям авторитет
След смъртта на Василий III през 1535 година привържениците на антируската политика в Казанското ханство се активизират Гаухаршад организира преврат, Джангали е убит, а на власт е върнат Сафа Гирай.Скоро обаче сред казанската върхушка възникват противоречия. Емир Булат Ширин застава начело на опозицията срещу Сафа Гирей и през 1541 търси помощта на Русия. Тя започва мобилизация, но за пореден път се намесва Кримското ханство и конфликтът е предотвратен. Все пак е постигнат компромис – Сафа Гирей се помирява с опозицията.
През 1545 Русия започва поредният си поход срещу Казан. Казанци не успяват да отблъснат основния отряд на русите, но унищожават силите им настъпващи по р. Вятка. Сафа Гирей обвинява представителите на руската фракция в измяна и сътрудничество с врага. В резултат започват поредица от политически екзекуции. Тяхна жертва стават принцеса Гауршахад и емир Булат Ширин.
Опозицията на свой ред отвръща на удара През 1546 година проруската фракция се обединява коло емирите Беюрган и Чура Нариков. Сафа Гирей за пореден път е свален от престола и е прогонен от Казан. През 1546 Русия отново успява да наложи кандидатурата на Шах Али, а правителството му е оглавено от емир Беюрган. Този режим обаче се оказва силно непопулярен. Впоследствие Сафа Гирей отново се връща на престола, а Шах Али бяга в Москва.
Това трето и последно управление на Сафа Гирей, обаче няма да продължи дълго. През 1549 година Сафа Гирей внезапно умира. Тъй като като смъртта му е неочаквана, той не успява да определи своя наследник преживее. Двама от четиримата му синове живеят в Крим, като Булаг Гирей дори предявява претенции, но казанци не го одобряват. Третият му син пък има за майка руска пленница, поради което няма права над престола. Единственият законен наследник остава двегодиният Утямиш Гирей. Той е дете на Сююмбике и Сафа Гирей (след смъртта на Джан Али ногайската принцеса са жени за Сафа Гирей. Бракът им е успешен и продължава 14 години). Сююмбике става регент на сина си.

### Краят на казанското ханство (1549 – 1552)
През 1547 година великият московски княз на Иван IV достига пълнолетие и се обявява за цар. Негова основна цел става завладяването на Казанското ханство, като през 1549 и 1550 година той организира два неуспешни похода срещу него. Неуспехът го подтиква да започне модернизация на армията, включваща създаването на корпуса на стрелците. Армията е снабдена с огнестрелно оръжие. Изграден е и нов аванпост в близост до казан – Свияжск. Чрез него русите установяват контрол над Волга и завземат казанските владения на десния бряг. Тази крепост се намира само на 30 км. от Казан и е изградена за едва 28 дни. Изграждането на крепостта дава възможност на Русия да наложи ефективна обсада. В Казан е сформирано ново правителство (проруско) начело с аристократите Худай Кулу и Нур Али Ширин. Последният е син на Булат Ширин. В предприетите преговори русите успяват да наложат за трети пъти кандидатурата на Шах Али, а Сююмбике и Ютамеш (Ултамиш) Гирай са изпратени като заложници в Москва . На 11 август в Казан пристига княз Серебряни, който арестува царицата и сина ѝ и ги откарва в Москва.
Междувременно Казан е принуден да подпише договор според който западната половина на страната стават протекторат на Русия. Всички пленници християни са незабавно освободени, а казанските пленници – не. Тези унизителни условия предизвикват метеж срещу Шах Али.Заговорът е своевремнно разкрит и потушен. Извършени са редица екзекуции сред които, на множество видни военачалници и аристократи. В Москва постепенно стигат до извод, че Шах Али вече не им е удобен.
През1552 в Казан пристига руският пратеник Алексей Адашев, който иска от Шах Али да даде достъп до града на руската армия и да му отстъпи престола. Шах Али привидно отказва, но всъщност използва времето на преговорите, за да унищожи артилерията на казанската аримя и пак да избяга към Москва.
Той отвежда като заложници 80 аристократи, които впоследствие са екзекутирани. Новото правителство си връща десния бряг на Волга и поставя на трона принц Ядегар Мьохамад и рода на астраханските ханове.
През август 1552 Иван Грозни напада Казан, предвождайки 150 хилядна армия. Към нея е включен модерен военноинженерен екип, под ръководството на английския инженер Бътлер. На 23 август казанци нанасят удар на врага, но са принудени да отстъпят под смазващата численост. Руснаците поставят Казан под обсада., а в началото на октомври градът е превзет, разграбен и подложен на необичайно тежко клане, в което е избита значителна част от населението му.
Според "Летопис за началото на царуването на царя и велик княз Иван Василевич“ от XVI в. „…избитите в града бяха толкова много, че лежаха из града и нямаше къде да се стъпи….“ Избити са всички мъже, жените и децата са раздадени в робство.
Според Н. М. Карамзин  " ...Вече около пет седмици россияните стояха под Казан и убиваха излизащите от града не по-малко от десет хиляди неприятели,.. Никой не се предаде жив, спасиха се малко... ранените... Градът беше завзет.. убиваха всички които се намираха, в домовете, или в ямите; вземаха в плен жени, деца или чиновници...сечта престана но кръвта се лееше... Царския дворец, улиците, крепостните стени и дълбоките ровове бяха запълнени с мъртви.. тела се носеха по реката..."

### Опити за възстановяване на казанската държава (1553 – 1556).
Казанци не се примиряват. с участта си В началото на 1553 започва съпротива. Организиран е отряд, който прогонва русите от района. Бунтът е предвождан от Мамьш Берди, а за център е избрана здравата твърдина Чалим . Мамьш Берди издига за ханАли Акрам, брата на царица Сююмбике, . През 1556 бунтовната 2-хилядна армия прави опит за настъпление. Русия отговаря с контраудар, при който е превзета бунтовната столица Чалим. В битката загива Али Акрам;Мамьш Берди е пленен и екзекутиран. Това е краят на надеждите; казанското ханство окончателно бива асимилирано от Русия.